# Alexei Popyrin
Alexei Popyrin (* 5. srpna 1999 Sydney) je australský profesionální tenista, vítěz juniorky na French Open 2017. Ve své dosavadní kariéře na okruhu ATP Tour vyhrál tři singlové turnaje včetně Canada Masters 2024. Ve čtyřhře přidal jednu trofej. Na challengerech ATP a okruhu ITF získal tři tituly ve dvouhře.
Na žebříčku ATP byl ve dvouhře nejvýše klasifikován v červnu 2025 na 21. místě a ve čtyřhře v květnu téhož roku na 126. místě. Trénují ho Neville Godwin a Wayne Ferreira. Dříve tuto roli plnili Philipp Wagner a Xavier Malisse.
V australském daviscupovém týmu debutoval v roce 2019 adelaidským kvalifikačním kolem proti Bosně a Hercegovině, v němž vyhrál dvouhru nad Fatićem. Australané zvítězili 4:0 na zápasy. Do září 2025 v soutěži nastoupil k sedmi mezistátním utkáním s bilancí 4–3 ve dvouhře a 0–0 ve čtyřhře.

## Soukromý život
Narodil se roku 1999 v jihoaustralském Sydney do rodiny ruských imigrantů Jeleny a Alexe Popyrinových. Tenis začal hrát jako čtyřletý v tenisové akademii Kima Warwicka, která sídlí v Hornsby. Jeho tenisovým vzorem byl Juan Martín del Potro.
Byl v hledišti při památném utkání mezi Lleytonem Hewittem a Marcosem Baghdatisem ve třetím kole Australian Open 2008.
Kvůli otcovým pracovním závazkům se v osmi letech s rodinou přestěhoval na dva roky do Dubaje. Pak rodina přesídlila do španělského Alicante, kde trénoval také Australan Alex de Minaur. Část mládí strávil i ve francouzském přímořském městě Nice, ale většinu evropského pobytu prožil v Marbelle. Hovoří anglicky, rusky a španělsky. Z jeho tří sourozenců hrají tenis také dvojčata Anthony a Sonia.

## Tenisová kariéra
Na mezinárodní okruh juniorského tenisu vstoupil v roce 2013. Do semifinále juniorské čtyřhry Australian Open 2017 postoupil v páru s Polákem Kacperem Żukem. Následovala série 22 vítězných zápasů na čtyřech turnajích. První tři z nich byly juniorské: Mediterranee Avenir – Club Olympic Casablancais v Casablance, Trofeo Bonfiglio – Tennis Club Milano v Miláně a grandslam French Open 2017, na němž ve finále přehrál Španěla Nicolu Kuhna. Jednalo se o jeho jubilejní stou výhru mezi juniory. Šňůru neporazitelnosti završil na mužské události ITF v květnu 2017, první profesionální trofejí z polského Mrągowa. Ve finále zdolal Litevce Laurynase Grigelise. Bodový zisk jej posunul do první tisícovky tenistů žebříčku ATP. V juniorské kombinované klasifikaci ITF pak v červnu 2017 vystoupal na 2. příčku a rozhodl se zaměřit na mužský profesionální tenis.

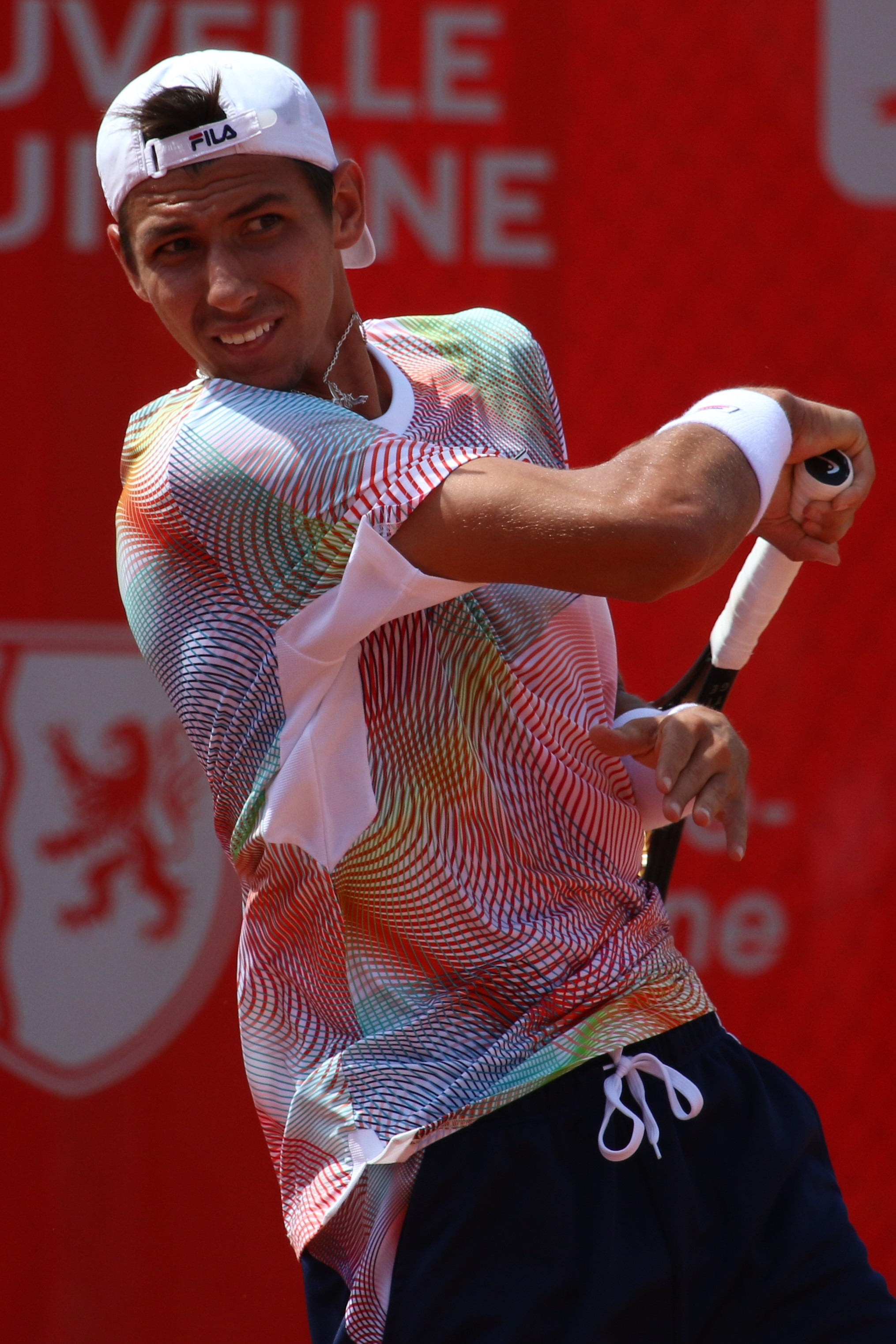
Forhend na vítězném challengeru v Bordeaux, 2022

V rámci hlavních soutěží událostí okruhu ITF debutoval v únoru 2016, když na turnaj v australském Port Pirie obdržel divokou kartu. V úvodním kole podlehl krajanu Gregu Jonesovi. Již o měsíc dříve si na divokou kartu zahrál dva challengery. Na prvním z nich v Canbeře prohrál v prvním utkání s Argentincem Diegem Schwartzmanem. Sezónu 2018 rozehrál na 622. pozici a během ní si dvacet pětkrát vylepšil pozici až na listopadové maximum, 147. příčku.
V hlavní soutěži okruhu ATP Tour debutoval lednovým Sydney International 2018, kde získal divokou kartu do kvalifikace. V ní porazil Nicolase Mahuta a Federica Delbonise, než v prvním kole dvouhry nenašel recept na krajana Johna Millmana. V témže měsíci si premiérově zahrál také hlavní soutěž nejvyšší grandslamové kategorie v mužském singlu Australian Open 2018. Z pozice startujícího na divokou kartu však odešel poražen od Američana Tima Smyczka.
Ze srpnového Jinan International Open 2018 v čínském Ťi-nanu si odvezl debutový titul z challengerů, když ve finále zdolal Brita Jamese Warda. Stal se tak třetím nejmladším vítězem profesionálního turnaje sezóny. Bodový zisk jej v témže měsíci posunul do první světové dvoustovky. Druhou soutěž túry ATP odehrál na říjnovém Stockholm Open, kde jej opět vyřadil John Millman. Navazující týden si premiérově zahrál událost z kategorie ATP 500, basilejský Swiss Indoors 2018, na němž prošel kvalifikačním sítem přes Benoîta Paira a Mackenziho McDonalda. Vůbec první vyhraný zápas na túře ATP dosáhl v basilejské dvouhře, když vyřadil krajana Matthewa Ebdena. Ve druhém kole však nestačil na Němce Alexandra Zvereva.

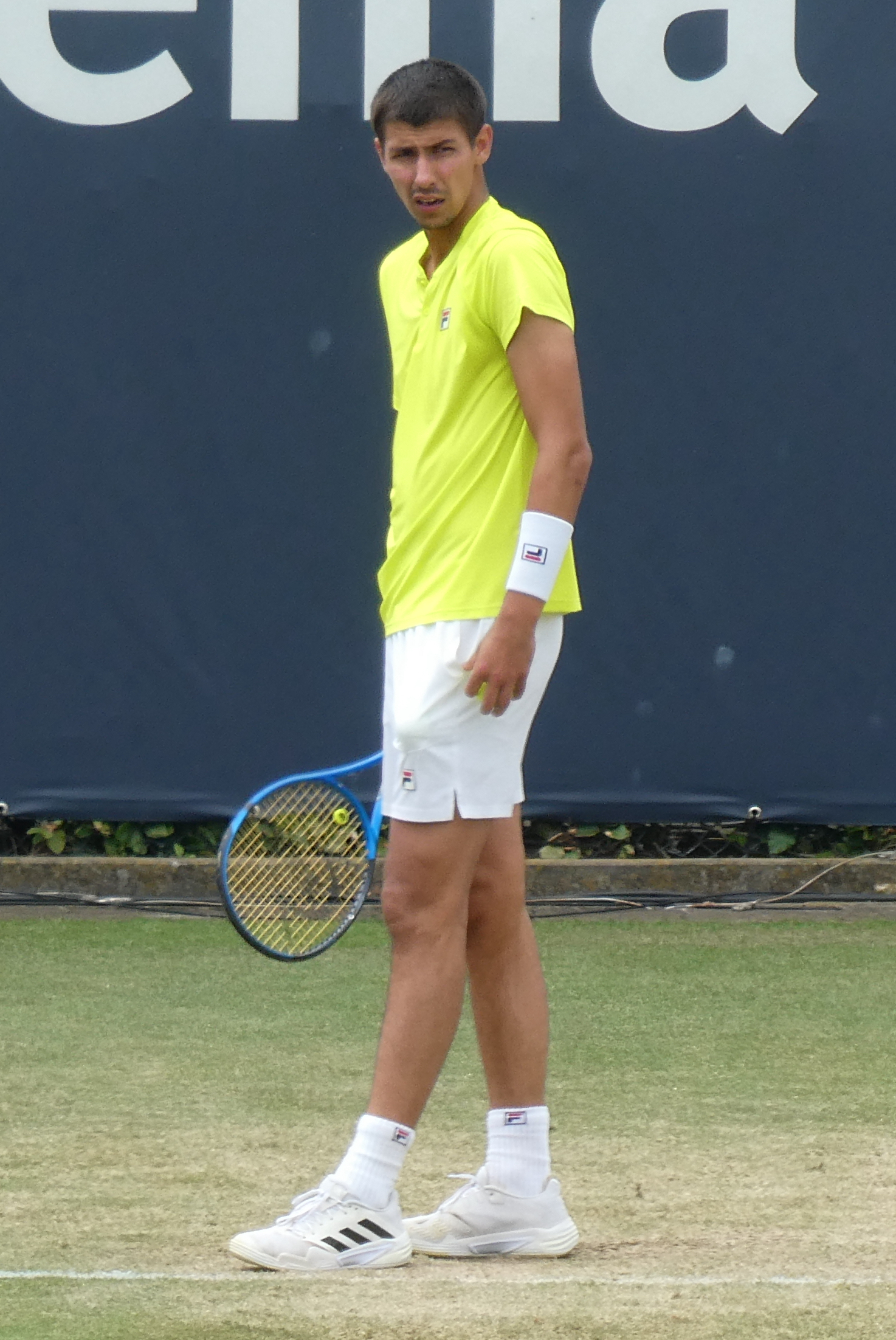
Podání na Libéma Open 2024

Debutová výhra na grandslamu přišla během Australian Open 2019, kde zdolal Mischu Zvereva a osmého hráče žebříčku Dominica Thiema. Rakušan po dvou ztracených sadách duel v úvodu třetí skrečoval. Ve třetím kole však Popyrin nestačil na Francouze Lucase Pouilleho po pětisetové bitvě. Čtvrtfinále si zahrál na letním BB&T Atlanta Open 2019, kde jej zastavil Brit Cameron Norrie. Do třetího kola se probojoval na US Open 2019, kde ve čtyřech vyrovnaných setech podlehl Italu Matteu Berrettinimu.
První dvě trofeje na okruhu ATP Tour vybojoval v kategorii ATP 250. Do finále únorového Singapore Tennis Open 2021 prošel přes třetího nasazeného Marina Čiliće. V něm pak zdolal Kazachstánce Alexandra Bublika po třísetovém průběhu, přestože ztratil úvodní sadu. Antukový Croatia Open Umag 2023 ovládl po závěrečném vítězství nad Švýcarem Stanem Wawrinkou, když opět prohrál první finálový set. Bodový zisk jej v červenci 2023 poprvé posunul do elitní světové šedesátky žebříčku. Finálovou neporazitelnost udržel i na montréalském National Bank Open 2024. V soutěži vyřadil pět členů Top 20 včetně tří z Top 10. Zdolat pět členů světové dvacítky na jediném turnaji se naposledy předtím podařilo Novaku Djokovićovi během Turnaje mistrů 2022. Na prahu vyřazení se ocitl ve třetím kole, když odvrátil tři mečboly desátému muži pořadí Grigoru Dimitrovovi. Poté jej nezastavili ani světová šestka Hubert Hurkacz, osmnáctka Sebastian Korda a ve finále osmička Andrej Rubljov. Debutovou trofejí na Mastersech se stal prvním australským šampionem této mistrovské kategorie od Lleytona Hewitta na Indian Wells Masters 2003 a celkově čtvrtým australským vítězem od založení kategorie v roce 1990. Jako 62. hráč žebříčku představoval druhého nejníže postaveného šampiona Canadian Open, po triumfu 95. muže klasifikace Mikaela Pernforse v roce 1993. Po skončení se 12. srpna 2024 posunul na kariérní maximum, 23. místo.

## Finále na okruhu ATP Tour
| Legenda                       |
| ----------------------------- |
| D – dvouhra; Č – čtyřhra      |
| Grand Slam (0)                |
| Turnaj mistrů (0)             |
| ATP Tour Masters 1000 (1–0 D) |
| ATP Tour 500 (1–0 Č)          |
| ATP Tour 250 (2–0 D)          |

### Dvouhra: 3 (3–0)
| Stav  | č. | datum             | turnaj           | kategorie    | povrch    | soupeř ve finále | výsledek           |
| ----- | -- | ----------------- | ---------------- | ------------ | --------- | ---------------- | ------------------ |
| Vítěz | 1. | 28. února 2021    | Singapur         | ATP 250      | tvrdý (h) | Alexandr Bublik  | 4–6, 6–0, 6–2      |
| Vítěz | 2. | 30. července 2023 | Umag, Chorvatsko | ATP 250      | anutka    | Stan Wawrinka    | 6–7(5–7), 6–3, 6–4 |
| Vítěz | 3. | 12. srpna 2024    | Montréal, Kanada | Masters 1000 | tvrdý     | Andrej Rubljov   | 6–2, 6–4           |

### Čtyřhra: 1 (1–0)
| Stav  | č. | datum       | turnaj                         | kategorie | povrch | spoluhráč    | soupeři ve finále             | výsledek                |
| ----- | -- | ----------- | ------------------------------ | --------- | ------ | ------------ | ----------------------------- | ----------------------- |
| Vítěz | 1. | březen 2025 | Dubaj, Spojené arabské emiráty | ATP 500   | tvrdý  | Juki Bhambri | Harri Heliövaara Henry Patten | 3–6, 7–6(14–12), [10–8] |

## Finále na challengerech ATP a okruhu Futures
| Legenda             |
| ------------------- |
| Challengery (2–0 D) |
| ITF (1–1 D)         |

### Dvouhra: 4 (3–1)
| Stav      | č. | datum         | turnaj             | okruh      | povrch | soupeř ve finále  | výsledek                |
| --------- | -- | ------------- | ------------------ | ---------- | ------ | ----------------- | ----------------------- |
| Vítěz     | 1. | červen 2017   | Mrągowo, Polsko    | Futures    | antuka | Laurynas Grigelis | 6–3, 3–6, 6–3           |
| Finalista | 1. | listopad 2017 | Jakarta, Indonésie | Futures    | tvrdý  | Renta Tokuda      | 7–6(7–4), 2–6, 5–7      |
| Vítěz     | 1. | srpen 2018    | Ťi-nan, Čína       | Challenger | tvrdý  | James Ward        | 3–6, 6–1, 7–5           |
| Vítěz     | 2. | květen 2022   | Bordeaux, Francie  | Challenger | antuka | Quentin Halys     | 2-6, 7-6(7–5), 7-6(7–4) |

## Finále soutěží družstev: 1 (0–1)
| Výsledek  | č. | datum a místo konání                                                                   | spoluhráči                                               | soupeři                                                                    | skóre |
| --------- | -- | -------------------------------------------------------------------------------------- | -------------------------------------------------------- | -------------------------------------------------------------------------- | ----- |
| Finalista | 1. | Davis Cup 2023 26. listopadu 2023 Málaga, Španělsko tvrdý (hala), Martin Carpena Arena | Alex de Minaur Jordan Thompson Max Purcell Matthew Ebden | Itálie                                                                     | 0–2   |
| Finalista | 1. | Davis Cup 2023 26. listopadu 2023 Málaga, Španělsko tvrdý (hala), Martin Carpena Arena | Alex de Minaur Jordan Thompson Max Purcell Matthew Ebden | Jannik Sinner Lorenzo Musetti Matteo Arnaldi Lorenzo Sonego Simone Bolelli | 0–2   |

## Finále na juniorském Grand Slamu

### Dvouhra juniorů: 1 (1–0)
| Stav  | rok  | turnaj      | povrch | soupeř ve finále | výsledek      |
| ----- | ---- | ----------- | ------ | ---------------- | ------------- |
| Vítěz | 2017 | French Open | antuka | Nicola Kuhn      | 7–6(7–5), 6–3 |